# Enchanted Rock State Natural Area
Het Enchanted Rock State Natural Area is een beschermd gebied en Texas state park in Llano County en Gillespie County in de Amerikaanse staat Texas. Het ligt ten zuiden van de rivier de Llano op ongeveer 24 kilometer ten noorden van Fredericksburg en 24 kilometer ten zuiden van Llano. Het park heeft een oppervlakte van 665 hectare.
Het gebied is vernoemd naar de berg Enchanted Rock, een enorme formatie bestaande uit roze graniet in de Llano Uplift. Het gebied omvat de berg en het omliggende land.

## Afbeeldingen

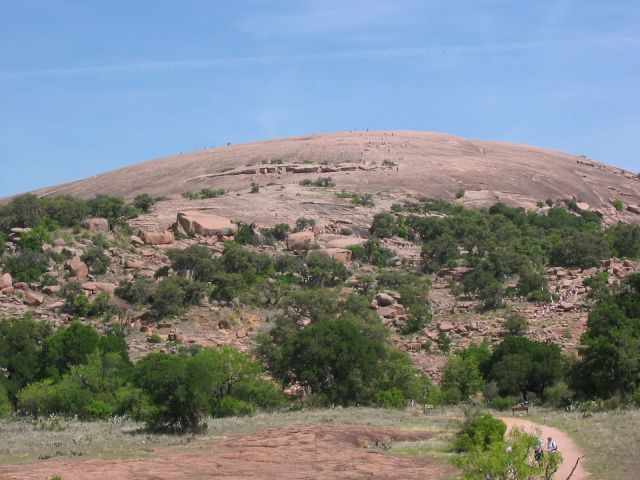
Enchanted Rock
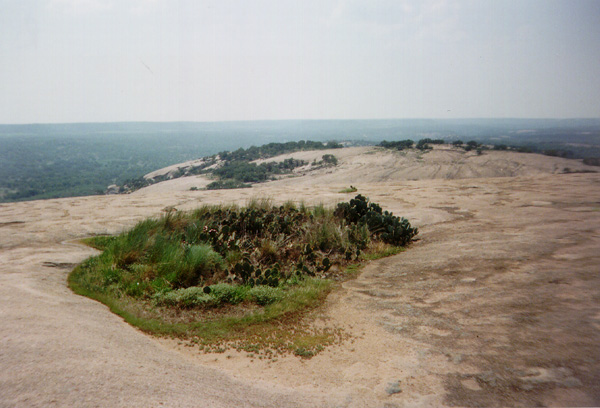
Op de top van de berg
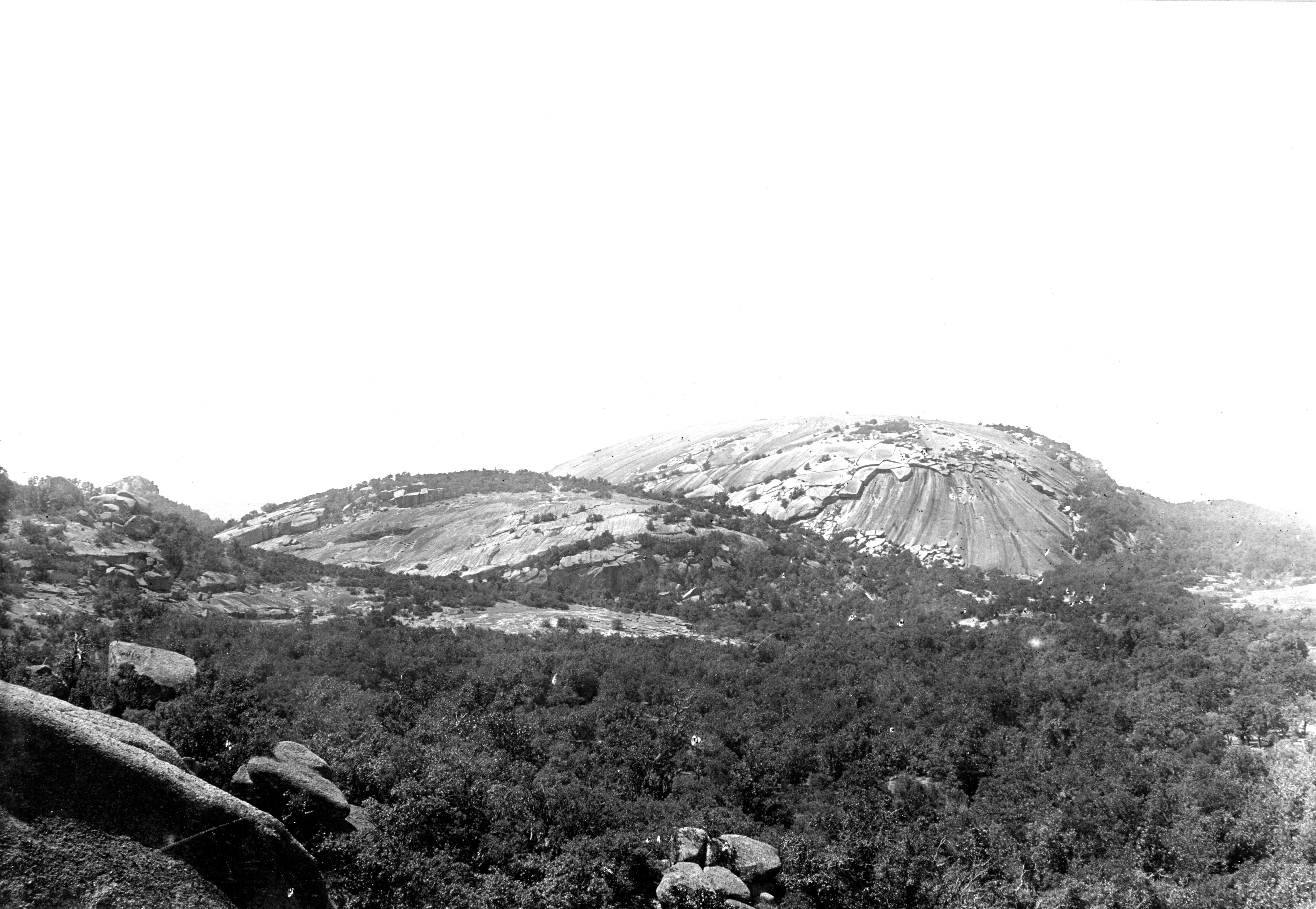
Enchanted Rock in 1912
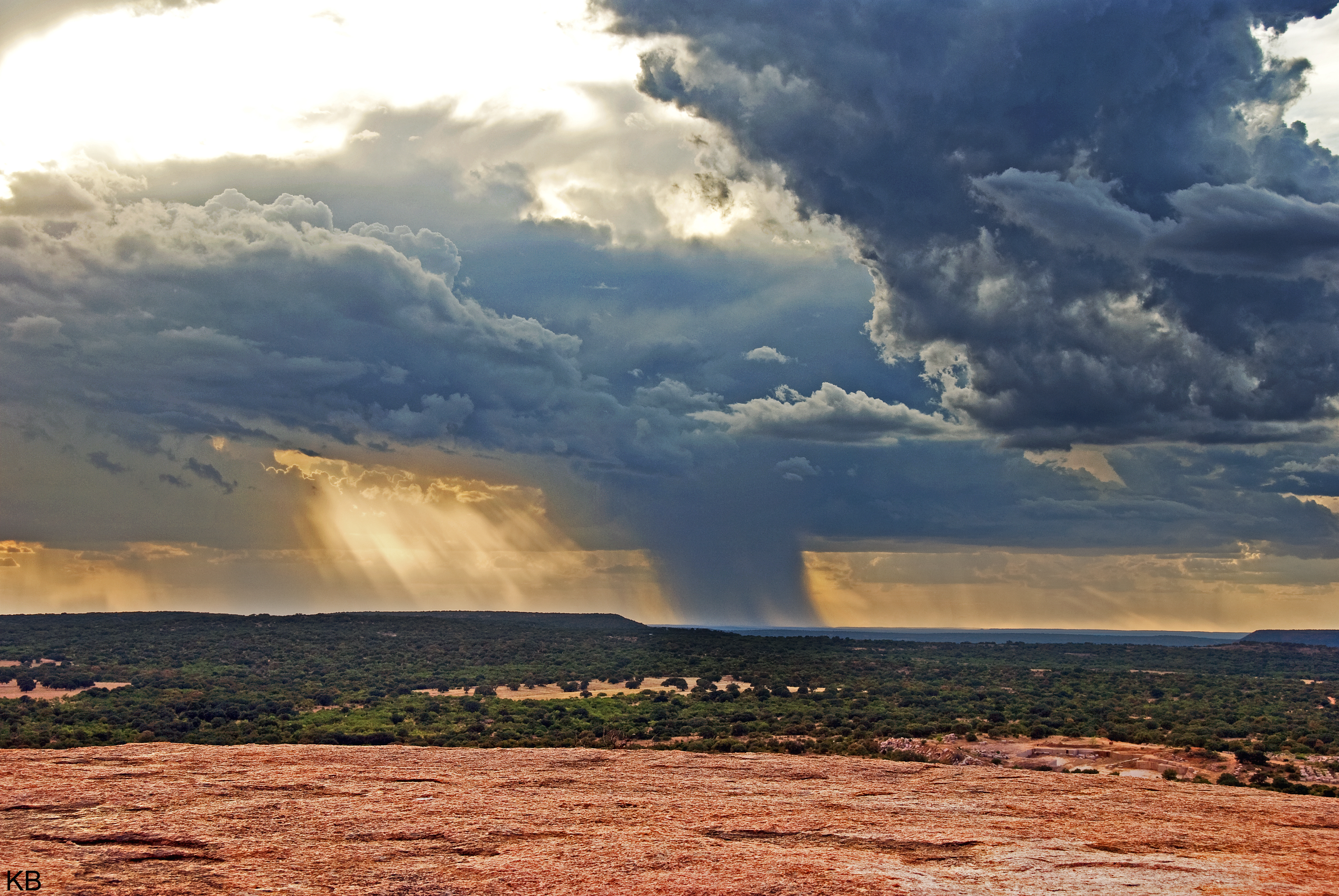
Zicht vanaf de top op regenwolken in juli 2008